# Silhouette (Seychelles)
Silhouette è un'isola dell'Oceano Indiano che fa parte dell'arcipelago delle Seychelles, in particolare delle isole interne.